# 林芙美子記念館

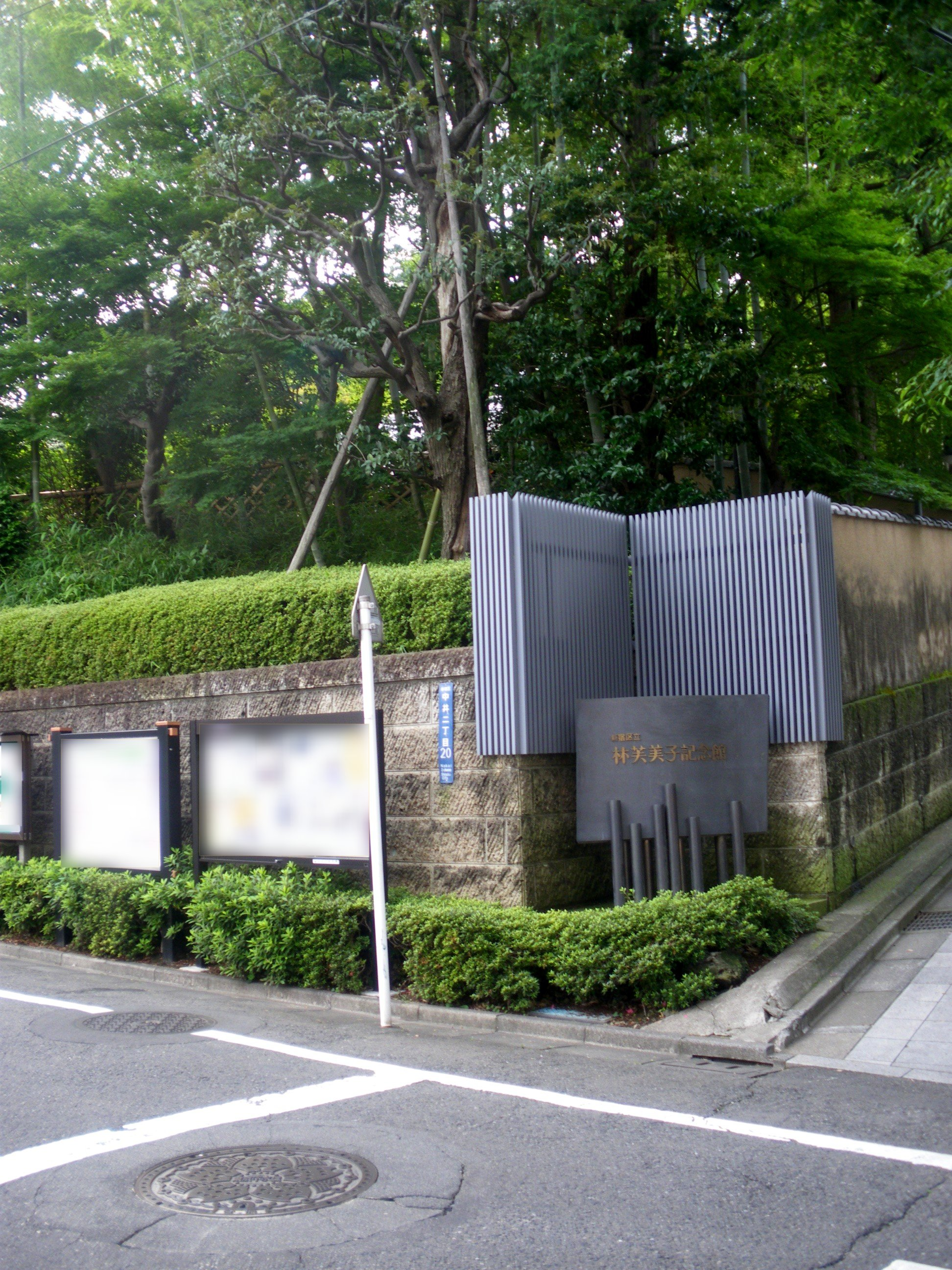
看板

林芙美子記念館（はやしふみこきねんかん）は、東京都新宿区中井にある文学館。管理・運営は、公益財団法人新宿未来創造財団。

## 概要
林芙美子が1941年（昭和16年）8月から1951年（昭和26年）6月28日に死去するまで住んでいた家を改築・整備し、記念館として公開した。旧家部分の立ち入りは不可だが、生前林が生活していた茶の間、書斎、小間などの様子を庭先から知ることができる。
画家であった夫・林緑敏の旧アトリエは展示室となっており、そこは入室可能である。

## 利用案内
- 所在地：〒161-0035　東京都新宿区中井2-20-1
- 開館時間：10:00 - 16:30（入館は16:00まで）
- 休館日：月曜日（月曜日が休日の場合は翌日）、年末年始（12月29日 - 1月3日）
- 入館料：一般150円、小・中学生50円
団体（20名以上）：一般80円、小・中学生30円

## アクセス
- 都営地下鉄大江戸線・西武新宿線「中井駅」→徒歩7分
- 地下鉄東西線「落合駅」→徒歩15分
- 西武バス「中井駅」→徒歩5分